# 수호자 (드라마)
《수호자》(튀르키예어: Hakan: Muhafız, 영어: The Protector)는 터키의 판타지 액션 드라마이다. 2018년 12월 14일 넷플릭스에서 공개되었다. 닐뤼퍼 이페크 괴크델(Nilüfer İpek Gökdel)의 소설 《Karakalem ve Bir Delikanlının Tuhaf Hikayesi》를 원작으로 한다.
Muhafiz(무하피즈)는 터키어로 수호자라는 뜻이다.